# Rho Ceti
Rho Ceti (72 Ceti) é uma estrela na direção da constelação de Cetus. Possui uma ascensão reta de 02h 25m 57.01s e uma declinação de −12° 17′ 25.6″. Sua magnitude aparente é igual a 4.88. Considerando sua distância de 528 anos-luz em relação à Terra, sua magnitude absoluta é igual a −1.17. Pertence à classe espectral A0V.